# توماس ماير (لاعب كرة قدم نمساوي)
توماس ماير (بالألمانية: Thomas Mayer)‏ (23 أغسطس 1995 بلينتس في النمسا - ) هو لاعب كرة قدم نمساوي في مركز الوسط. لعب مع نادي ريد بل سالزبورغ.

## وصلات خارجية
- توماس ماير على موقع قاعدة بيانات كرة القدم.إي يو (الإنجليزية)
- توماس ماير على موقع Soccerway.com (الإنجليزية)
- توماس ماير على موقع عالم كرة القدم.نت (الإنجليزية)